# 丛福奎
丛福奎（1942年9月—），辽宁宽甸人，中华人民共和国政治人物。

## 生平
1962年至1966年，在沈阳轻工学院发酵工程专业学习。1966年9月参加工作，在沈阳轻工学院任职至1968年。1968年至1978年，历任黑龙江省鸡东县制酒厂技术员、生产调度、革命委员会副主任、主任、党支部书记。1974年11月，加入中国共产党。1978年至1980年，历任黑龙江省鸡东县工业科副科长、党委副书记，工程师。1980年至1983年，历任黑龙江省鸡东县革命委员会副主任、副县长。
1983年2月至9月，任中共黑龙江省绥芬河市委副书记、绥芬河市市长 （1983年3月，正式当选为绥芬河市市长）。1983年9月，调任中共黑龙江省鸡西市委副书记、鸡西市市长。1985年至1988年，担任中共黑龙江省齐齐哈尔市委副书记、齐齐哈尔市市长。1988年至1990年，任中共黑龙江省齐齐哈尔市委书记。1990年至1995年，任黑龙江省人民政府副省长。1995年6月至10月，任河北省人民政府副省长、党组成员。1995年10月，改任中共河北省委常委、河北省人民政府常务副省长、党组成员。他是第六届、七届中共黑龙江省委委员，中共十五大代表，第七届全国人大代表。 
2001年，因受到厦门远华案中的案犯，香港盛康国际有限公司董事长丛真揭发其受贿而被逮捕。2003年4月29日，河北省张家口市中级人民法院对丛福奎受贿案作出一审判决：以受贿罪判处丛福奎死刑，缓期二年执行，剥夺政治权利终身，并处没收个人全部财产。2003年6月13日，河北省高级人民法院对丛福奎受贿一案作出终审裁定，维持张家口市中级人民法院的一审判决。
根据媒体报道，丛福奎身为共产党员，却笃信佛教。1996年，他认识了一位所谓的“大师”殷凤珍。殷凤珍是一名吉林农妇，时年46岁，小学文化，已与原配丈夫离婚，以装神弄鬼、坑蒙拐骗为业。她预言丛福奎还能高升，当上省长、省委书记，进入中央。丛福奎对她深信不疑，逐渐与之发展成情人关系。1997年，中共十五大召开，丛福奎未能当选中央候补委员，失意之下，经殷凤珍的介绍拜五台山白云寺女住持释昌隆为师，在北京劳动人民文化宫牺牲殿举行了“灌顶”仪式，受赐法号“妙全”，成为佛门俗家弟子。丛福奎还帮助殷凤珍用100万元赃款买下了位于北京广安门外智德苑小区内的两套住房并打通，二人经常在此同居，屋内有一间非常考究的佛堂，书柜里摆放着大量佛教、道教的经书。二人不仅共同生活、共同礼佛，还通过殷凤珍装神弄鬼，打着宗教的旗号收受贿赂。2000年5月，因涉嫌走私而被调查的丛真向远华案专案组揭发了丛福奎多次向他索贿的经历。中央纪委监察部第六纪检监察室派出调查组，赶赴厦门和香港进行取证。同年6月，中央纪委副书记曹庆泽签批丛福奎问题的初核报告，中央纪委副书记刘丽英带领中央纪委六室以及从天津市纪委、黑龙江省纪委和黑龙江省人民检察院抽调来的十余名办案人员赶赴石家庄，对丛福奎及其秘书徐勇采取“双规”，殷凤珍随后也被带走调查。丛福奎刚开始接受调查时拒不配合，或是跪拜礼佛，或是默写经书。办案人员通过谈论佛教，逐渐打破了丛福奎的心理防线，丛福奎交代了收受贿赂的事实，殷凤珍也交代了自己的违法行为。